# Lanei Chapman
Lanei Chapman (Los Angeles, 23 de janeiro de 1973) é uma ex-atriz e pedagoga norte-americana. Ela é mais conhecida por interpretar Tenente Vanessa Damphousse na série Space: Above and Beyond e Merrill Jennings no filme Rat Race.
Chapman é formada em espanhol pela Faculdade de Dartmouth.

## Filmografia parcial
- 2006 Greys Anatomy
Episódio: "Sometimes a Fantasy"
- 2001-02 Judging Amy
3 episódios
- 2001 Rat Race
- 1997 The Pretender
1 episódio
- 1995-96 Space: Above and Beyond
- 1992 The Jacksons: An American Dream
- 1993 Seinfeld
3 episódios
- 1992	Martin
1 episódio
- 1992 White Men Can't Jump
- 1992 The Wonder Years
1 episódio
- 1991-92	Star Trek: The Next Generation
4 episódios